# Narodni muzej Kitajske
Narodni muzej Kitajske je umetnostni in zgodovinski muzej, ki stoji na vzhodni strani Trga nebeškega miru v Pekingu. Narodni muzej Kitajske ima skupno površino približno 200.000 kvadratnih metrov, zbirko več kot 1,4 milijona predmetov in 48 razstavnih dvoran. Je muzej z največjo posamezno stavbno površino na svetu in muzej z najbogatejšo zbirko kitajskih kulturnih relikvij. Je javno dobrodelna ustanova 1. stopnje, ki jo financira Ministrstvo za kulturo in turizem.

## Zgodovina
Sedanjo pravno obliko muzeja so ustanovili leta 2003 z združitvijo dveh muzejev, ki sta od leta 1959 zasedala isto stavbo: Muzeja kitajske revolucije v severnem krilu (ki izvira iz Urada Narodnega muzeja revolucije, ustanovljenega leta 1950 za ohranjanje zapuščine revolucije leta 1949) in Narodnega muzeja kitajske zgodovine v južnem krilu (ki izvira tako iz Pekinškega narodnega zgodovinskega muzeja, ustanovljenega leta 1949, kot iz Začetnega urada Narodnega zgodovinskega muzeja, ustanovljenega leta 1912, katerega naloga je varovanje širše zgodovinske zapuščine Kitajske).
Stavba je bila dokončana leta 1959 kot ena od desetih velikih stavb, ki praznujejo desetletnico ustanovitve Ljudske republike Kitajske. Dopolnjuje nasprotno Veliko dvorano ljudstva, ki je bila zgrajena hkrati. Struktura se razprostira na 6,5 hektarjih in ima dolžino 313 metrov, višino štirih nadstropij s skupno dolžino 40 metrov in širino 149 metrov. Na sredini sprednje strani je deset kvadratnih stebrov.
Po štirih letih prenove se je muzej ponovno odprl 17. marca 2011 z 28 novimi razstavnimi dvoranami, kar je več kot trikrat več kot prejšnji razstavni prostor, ter najsodobnejšimi razstavnimi in skladiščnimi prostori. Skupna površina razstave je skoraj 200.000 m2. Prenove je zasnovalo nemško podjetje Gerkan, Marg and Partners.
Razstava muzeja Pot do pomlajevanja je bila prizorišče Ši Džinpingove artikulacije političnega koncepta kitajskih sanj novembra 2012.(str.56) Prva polovica razstave je dokumentirala stoletje ponižanja Kitajske. Druga polovica je prikazovala kitajske vrline pri premagovanju te stiske, kitajske komunistične revolucije in ustanovitvi Ljudske republike Kitajske. Po ogledu razstave je Ši nagovoril medije in sporočil: »Spoznanje velikega pomlajevanja kitajskega naroda so največje sanje kitajskega naroda v sodobnem času.«
Zaradi pandemije COVID-19 je bil muzej večji del leta 2020 zaprt, obisk pa se je zmanjšal za 78 odstotkov na 1.600.000. Kljub temu je bil leta 2021 na drugem mestu na seznamu najbolj obiskanih umetnostnih muzejev, takoj za muzejem Louvre.

## Zbirke
Muzej, ki zajema kitajsko zgodovino od Juanmouskega človeka pred 1,7 milijona let do konca dinastije Čing (zadnje cesarske dinastije v kitajski zgodovini), ima stalno zbirko 1.050.000 predmetov, med katerimi je veliko dragocenih in redkih artefaktov, ki jih ni mogoče najti v muzejih nikjer drugje na Kitajskem ali po svetu.
Med najpomembnejšimi predmeti v Narodnem muzeju Kitajske so Houmuwu Ding iz dinastije Šang (najtežji kos starodavne bronaste posode na svetu, s težo 832,84 kg), kvadratni bronasti zun iz dinastije Šang, okrašen s štirimi ovčjimi glavami, velika in redka bronasta posoda za vodo z napisom iz dinastije Zahodni Džov, zlato intarzirana bronasta števka iz dinastije Čin v obliki tigra, žadaste pogrebne obleke iz dinastije Han, šivane z zlato nitjo in obsežna zbirka tribarvno glaziranih sancaijev iz dinastije Tang in keramike iz dinastije Song. Muzej ima tudi pomembno numizmatično zbirko, vključno s 15.000 kovanci, ki jih je daroval Luo Bodžao.
Muzej ima stalno razstavo z naslovom Pot do pomlajevanja, ki predstavlja novejšo zgodovino Kitajske od začetka prve opijske vojne, s poudarkom na zgodovini Kitajske komunistične partije (KPK) in njenih političnih dosežkih.
Muzej razstavlja košnjo za seno, ki so jo sile Kuomintanga uporabljale za usmrtitev revolucionarnega mučenika Liuja Hulana. Leta 1951 je Vang Džaoven za muzej ustvaril kip Liuja. Velja za mojstrovino socialistične umetnosti in je postal uradna podoba Liuja.
Razstavna dvorana, ki obravnava življenje Deng Šjaopinga, vključuje klobuk Stetson, ki ga je prejel na rodeu med svojim obiskom Združenih držav leta 1979. Fotografije Denga s klobukom so postale znana podoba obiska.
9. aprila 2021 se je v muzeju odprla razstava »Polje upanja: Nacionalna fotografska razstava o 'zmanjševanju revščine in deljenju zmerno uspešne družbe'«. Razstava, ki jo gostijo Kitajska zveza literarnih in umetniških krogov, Kitajski narodni muzej in Kitajsko združenje fotografov, predstavlja 180 fotografij skoraj 150 različnih fotografov, ki prikazujejo prizadevanja države za zmanjšanje revščine.

## Galerija
- Žadasta pogrebna obleka iz dinastije Han, prepletena z zlato nitjo, v Narodnem muzeju Kitajske
- Pastelno preluknjana porcelanasta vaza iz obdobja Čjanlong v dinastiji Čing
- Bakrena plošča za tisk bankovca z eno vrvico Velikega Minga
- Kamnita rezbarija iz vzhodne dinastije Han z upodobitvijo paviljona ob vodi s pogledom na jezero, polno rib, želv in vodnih ptic
- Bronzasta dvodelna izkaznica (paizi) s štirimestnim tangutskim napisom, vdelanim v srebro, iz zahodne Šja
- Bronzasta posoda v obliki sove iz grobnice gospe Fu Hao iz dinastije Šang, 13. stoletje pr. n. št.
- Končniki strešnikov iz dinastije Zahodni Han
- Poslikan kamniti relief z upodobitvijo bojevnika iz pozne dinastije Ljang
- Žadasta blazina iz dinastije Zahodni Han iz grobnice princa Ču v Šizišanu, Šudžov, provinca Džjangsu
- Rdeča lakirana škatla iz dinastije Čing
- Poslikana keramika neolitske kulture Jangšao z upodobitvijo štorklje, ki lovi ribo, in kamnito sekiro ob strani
- Bronzasti števci z napisi, vdelanimi v zlato, iz obdobja vojskujočih se držav, država Ču
- Opečni relief z upodobitvijo dveh učenjakov in dveh služkinj iz južnih dinastij
- Bronzasta plošča za tisk oglasa za trgovino z iglami družine Liu v Džinanu, dinastija Song. Najzgodnejši ohranjeni primer komercialnega oglasa
- Bronasti top z napisom iz 3. leta obdobja Džijuan (1332), dinastija Juan
- Ponev Guodži Zibai iz Zahodnega Džova
- Li gui, najstarejša bronasta posoda dinastije Džov, ki so jo odkrili, in edini epigrafski dokaz o dnevu osvojitve dinastije Džov v dinastiji Šang
- Houmuvu Ding, največji bronasti izdelek, ki so ga doslej našli na svetu. Izdelan je bil v pozni dinastiji Šang v Anjangu
- Lončarstvo v obliki orla iz neolitske kulture Jangšao
- Kopija Portretov periodičnih daritev Lianga iz dinastije Song, datiran v 6. stoletje, ki prikazuje veleposlanike iz različnih pritočnih držav

## Odštevalne ure
Zaradi osrednje lokacije na Trgu nebeškega miru se sprednji del muzeja od 1990-ih uporablja za razstavljanje odštevalnih ur, povezanih z dogodki državnega pomena, vključno s prenosom suverenosti nad Hongkongom leta 1997, prenosom suverenosti nad Makavom leta 1999, začetkom olimpijskih iger v Pekingu leta 2008 in odprtjem svetovne razstave Expo 2010 v Šanghaju.

## Polemike
Trimesečna razstava luksuzne znamke Louis Vuitton leta 2011 je povzročila nekaj pritožb glede komercializma v muzeju, profesor univerze v Pekingu Šja Šueluan pa je izjavil, da bi se moral kot javni muzej na državni ravni »pravzaprav posvečati le neprofitni kulturni promociji«. Yves Carcelle, predsednik in glavni izvršni direktor Louis Vuitton Malletier, je razstavo branil z izjavo: »Pomembno je, kaj boste odkrili. Mislim, da je pred denarjem tu še ... zgodovina: 157 let ustvarjalnosti in mojstrstva.«
Nekateri kritiki trdijo tudi, da se sodobna historiografija muzeja osredotoča na zmage Komunistične partije Kitajske, hkrati pa zmanjšuje ali ignorira politično občutljive teme, kot sta Veliki skok naprej in kulturna revolucija.